# Urikostatikum
Urikostatika sind Medikamente, die die Bildung von Harnsäure im Organismus hemmen und bei Gicht sowie anderen Erkrankungen (z. B. Hyperurikämie)  eingesetzt werden.

## Wirkstoffe
Allopurinol und Febuxostat sind Urikostatika.

## Wirkmechanismus
Urikostatika hemmen das Enzym Xanthinoxidase, das normalerweise die Bildung von Harnsäure aus Xanthin bzw. Hypoxanthin im Purinstoffwechsel katalysiert. Wird die Xanthinoxidase gehemmt, fallen dagegen vermehrt die Vorstufen des Purinstoffwechsels an. Diese können über die Niere ausgeschieden werden.

## Nebenwirkungen
An Nebenwirkungen können u. a. Magen-Darm-Beschwerden, allergische Reaktionen, Blutbildungsstörungen, Nierensteinbildung, Leberschädigung und Polyneuropathie auftreten.

## Indikation
Die Medikamenteneinnahme ist u. a. bei Gicht und Hyperurikämie indiziert.

## Kontraindikationen
Urikostatika dürfen nicht in der Schwangerschaft und in der Stillzeit eingenommen werden.